# Sphingius longipes
Sphingius longipes är en spindelart som beskrevs av Frederic Henry Gravely 1931. Sphingius longipes ingår i släktet Sphingius och familjen månspindlar. Inga underarter finns listade i Catalogue of Life.